# СУ-2 (САУ)
СУ-2 — Советская опытная самоходно-артиллерийская установка начала 1930-х годов на базе трактора «Коммунар».

## Описание

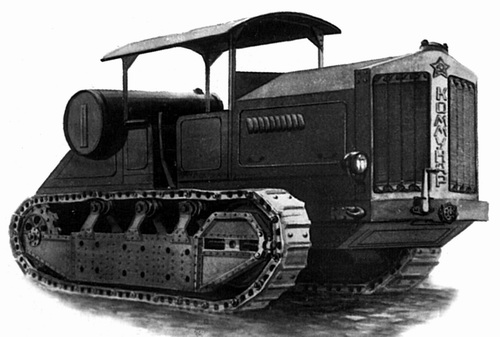
трактор «Коммунар»

Корпус трактора Коммунар претерпел несколько изменений: на него был установлен двигатель большей мощности, были демонтированы рубка водителя трактора и топливный бак.
76-мм пушка образца 1902 года вместе с бронещитком устанавливалась на месте расположения бензобака трактора и имела возможность кругового обстрела благодаря вращающейся тумбе.
Один прототип был собран  на заводе «Большевик». Боекомплект размещался в буксируемой тележке.
Так же представлялись варианты установки 122-миллиметрового орудия или 76-мм зенитной пушки образца 1915 года на шасси трактора «Коммунар», однако серийно они также не производились.
В октябре 1931 года САУ проходила ходовые испытания и испытания стрельбой. САУ показала удовлетворительные характеристики. Планировалась постройка серии САУ СУ-2. Однако, на тот момент в СССР уже разрабатывались проекты самоходных артиллерийских установок на базе лёгкого танка Т-26, обладавшего лучшей подвижностью, и, вследствие отсутствия перспектив для САУ на шасси тракторов, проект СУ-2 был отвергнут.